# 奥莱西娅·杰列维扬琴科
奥莱西娅·弗拉基米罗芙娜·杰列维扬琴科（烏克蘭語：Олеся Володимирівна Дерев’янченко，2002年3月13日—），乌克兰女子花样游泳运动员，2022年世界游泳锦标赛自由组合、焦点自选金牌得主和集体自由自选银牌得主。